# El Dormidor (Mosset)
El Dormidor, o Tuc Dormidor, és una muntanya de 1.842,2 metres d'altitud del límit entre les comunes catalana de Mosset, de la comarca del Conflent, a la Catalunya del Nord, i occitanes de Conòsol, Santa Coloma de Rocafort i Montfort de Bolzana, totes tres del País de Sault, al Llenguadoc - País de Foix.
És a la zona nord-oest del terme de Mosset, on representa el punt més septentrional del terme, al sud-est del terme de Conòsol, a l'extrem sud del de Santa Coloma de Rocafort i al sud-oest del de Montfort de Bolzana.
Aquest cim està inclòs al llistat dels 100 cims de la FEEC
És en una de les zones més concorregudes pels excursionistes de la Catalunya del Nord.